# 맥 윌킨스
맥 모리스 윌킨스(영어: Mac Maurice Wilkins, 1950년 11월 15일 ~ )는 미국의 은퇴한 육상 선수로 주 종목은 원반던지기이다.
오리건주 유진 출신으로 1976년 몬트리올 올림픽에서 221 피트 5 인치를 던져 동독의 볼프강 슈미트를 4 피트 차이로 꺾고 금메달을 획득하였다. 1980년 모스크바 올림픽에 미국의 보이콧으로 의하여 놓치다가 1984년 로스앤젤레스 올림픽에서 은메달을 땄다.
윌킨스는 유진에서 빌 바워먼이 코치를 맡은 마지막 원반던지기 선수이다. 1994년 오리건주 스포츠 명예의 전당에 헌액되었고, 현재 포틀랜드에 있는 콩코디아 대학교에서 코치를 맡고 있다.
1976년 5월 1일에는 69.80m, 70.24m, 70.86m 등과 같은 3개의 세계 기록들을 세웠다.